# Elezioni parlamentari in Argentina del 2005
Le elezioni parlamentari in Argentina del 2005 si sono svolte domenica 23 ottobre per il rinnovamento di 127 dei 257 seggi della Camera dei deputati dell'Argentina e di 24 dei 72 seggi del Senato. Il vincitore di queste elezioni è stato il presidente in carica Néstor Kirchner e il suo movimento socialdemocratico Frente para la Victoria che ha consolidato la sua maggioranza in entrambe le camere.
L'affluenza alle urne è stata intorno al 71% degli aventi diritto al voto. Il metodo usato è quello d'Hondt basato sulla competizione di candidati in singole circoscrizioni. Queste elezioni sono state le prime dopo la grande ripresa economica seguita dalla crisi del 2001. Le principali forze politiche in campo sono:
- Fronte per la Vittoria. Movimento nato dall'area sinistra del Partito Giustizialista, incarnante la socialdemocrazia e il socialismo democratico. Il partito è critico nei confronti del neoliberismo.
- Unione Civica Radicale. Lo storico partito dell'Argentina, a seguito della caduta del governo di Fernando De la Rua il partito è sparito dalla scena nazionale ma ha ottenuto ottimi risultati nelle elezioni locali.
- Alternativa per una Repubblica Egualitaria. La alleanza di centro fondata da Elisa Carrió si è presentata alle elezioni come una forza politica di centrosinistra moderata in alternativa sia alla politica neoliberale sia a quella tendente allo statalismo di Kirchner.
- Partito Giustizialista. Il peronismo che non si è schierato ne con Kirchner ne con quelli conservatori hanno ripresentato il partito dopo la crisi che lo ha colpito nel 2001.
- Proposta Repubblicana. Partito rappresentante il liberalismo e la destra argentina.
- Fronte Giustizialista. Partito fondato da Eduardo Duhalde e da peronisti conservatori.

## Risultati
| Partito/Coalizione                                                                                    | Camera: 127 di 257 seggi | Camera: 127 di 257 seggi | Camera: 127 di 257 seggi | Senato: 24 de 72 seggi | Senato: 24 de 72 seggi | Senato: 24 de 72 seggi |
| Partito/Coalizione                                                                                    | Voti                     | %                        | Deputati                 | Voti                   | %                      | Senatori               |
| --- | ------------------------ | ------------------------ | ------------------------ | ---------------------- | ---------------------- | ---------------------- |
| Frente para la Victoria (centrosinistra)                                                              | 5.071.094                | 29,9                     | 50                       | 3.572.361              | 45,1                   | 14                     |
| Unión Cívica Radical (centrosinistra)                                                                 | 1.514.653                | 8,9                      | 10                       | 597.730                | 7,5                    | 2                      |
| Alternativa per una Repubblica Egualitaria (centrosinistra)                                           | 1.227.726                | 7,2                      | 8                        | 549.208                | 6,9                    | -                      |
| Partido Justicialista (più posizioni)                                                                 | 1.142.522                | 6,7                      | 9                        | 58.485                 | 0,7                    | 1                      |
| Proposta Repubblicana (centrodestra)                                                                  | 1.046.020                | 6,2                      | 9                        | 492.892                | 6,2                    | -                      |
| Frente Justicialista (centrodestra)                                                                   | 670.309                  | 3,9                      | 7                        | 1.364.880              | 17,2                   | 3                      |
| Frente Progresista Cívico y Social                                                                    | 625.335                  | 3,7                      | 5                        |                        |                        |                        |
| Alianza Unión Córdoba                                                                                 | 530.115                  | 3,1                      | 4                        |                        |                        |                        |
| Partido Unidad Federalista                                                                            | 372.843                  | 2,2                      | 2                        |                        |                        |                        |
| Alianza Frente Nuevo                                                                                  | 347.412                  | 2,0                      | 3                        |                        |                        |                        |
| Frente de Todos                                                                                       | 316.294                  | 1,9                      | 6                        |                        |                        |                        |
| Frente Renovador de Concordia                                                                         | 189.327                  | 1,1                      | 2                        | 187.255                | 2,4                    | 2                      |
| Frente Cívico por Santiago                                                                            | 185.733                  | 1,1                      | 3                        |                        |                        |                        |
| Movimiento Popular Neuquino                                                                           | 85.700                   | 0,5                      | 2                        |                        |                        |                        |
| Frente Jujeño                                                                                         |                          |                          |                          | 78.051                 | 1,0                    | 1                      |
| Alianza Frente Producción y Trabajo                                                                   |                          |                          |                          | 71.984                 | 0,9                    | 1                      |
| Others                                                                                                | 3.647.997                | 21,5                     | 7                        | 953.739                | 12,0                   | -                      |
| Totale (70,9 % resp, 72,3 %)                                                                          | 16.973.080               |                          | 127                      | 7.926.585              |                        | 24                     |
| Totale elettorato                                                                                     | 26.098.546               |                          |                          | 12.081.098             |                        |                        |
| Voti emessi                                                                                           | 18.513.717               |                          |                          | 8.730.094              |                        |                        |
| Voti invalidi                                                                                         | 1.540.637                | 8,3                      |                          | 803.509                | 9,2                    |                        |
| Fuente: Página de Adam Carr NB i partiti hanno diverse alleanze che variano da provincia a provincia, |                          |                          |                          |                        |                        |                        |